# Giovanni Lauricella
Giovanni Lauricella, né le 11 janvier 2007 à Messine, est un footballeur italien qui joue au poste d'arrière gauche au Empoli FC.

## Biographie

### Carrière en club
Giovanni Lauricella est formé entre Messine et le Sassoulo, avant de rejoindre en 2023 le Empoli FC,,, où il s'illustre d'abord en équipes de jeunes. Lors de la saison 2023-2024, il commence à jouer en Campionato Primavera.

### Carrière en sélection
Giovanni Lauricella est convoqué avec l'équipe d'Italie des moins de 17 ans pour participer au Championnat d'Europe des moins de 17 ans qui a lieu en mai et juin 2024,. L'Italie atteint la finale de la compétition après sa victoire face au Danemark (1-0),.

## Palmarès
À venir.